# Зелёный Гай (Хорошевский район)
Зелёный Гай (укр. Зелений Гай, до 2016 г. — Пятиричка) — село на Украине, находится в Хорошевском районе Житомирской области.
Население по переписи 2001 года составляет 194 человека. Почтовый индекс — 12104. Телефонный код — 4145. Занимает площадь 7,37 км².

## Адрес местного совета
12101, Житомирская область, Хорошевский р-н, пгт Хорошев, ул. Героев Украины, 13.